# ONCF DG 200
Les DG 200 de l'ONCF marocain sont des locomotives de manœuvre lourdes commandées au début des années 1970 en Pologne afin d'essayer de diversifier les fournisseurs, 

## Conception
Les DG 200 dérivent de la série SM42 des PKP. Étudiée à partir de 1961, les SM42 sortent en série à partir de 1967 après livraison d'un prototype en 1964. La version marocaine est une adaptation aux conditions locales (type Ls 800/6 D-M du constructeur) de ces grosses Diesel-électriques, étudiées à l'origine pour fonctionner sous des climats tempérés. Elles sont équipées d'un générateur principal type LSPa 740 de 558 kW et d'un générateur auxiliaire type LSPf 280.

## Service
Réparties sur l'ensemble du réseau, ces machines assurent les manœuvres lourdes dans les grands triages, la desserte des embranchements industriels, et la traction des trains légers sur de courtes distances. La série est toujours en service en 2007.
Ces machines ont été réformées.